# Кенсахара
Кенсахара (каз. Кеңсахара) — село в Мартукском районе Актюбинской области Казахстана. Входит в состав аульного округа Танирберген. Находится примерно в 10 км к юго-востоку от центра села Мартук. Код КАТО — 154651300.

## Население
В 1999 году население села составляло 557 человек (273 мужчины и 284 женщины). По данным переписи 2009 года, в селе проживало 607 человек (296 мужчин и 311 женщин).